# Mimosa strobiliflora
Mimosa strobiliflora är en ärtväxtart som beskrevs av Arturo Erhardo Erardo Burkart. Mimosa strobiliflora ingår i släktet mimosor, och familjen ärtväxter. Inga underarter finns listade i Catalogue of Life.